# ویره (شهریار)
ویره، شهرکی مسکونی از توابع بخش مرکزی شهرستان شهریار در استان تهران ایران است.
این شهرک در روبرو شهرک مصطفی خمینی قرار دارد.

## جمعیت
این شهرک در دهستان قائم‌آباد قرار دارد و براساس سرشماری مرکز آمار ایران در سال ۱۳۸۵، جمعیت آن ۱۵٬۳۱۸ نفر (۳٬۷۳۵ خانوار) بوده‌است.